# Pattern 1914 Enfield

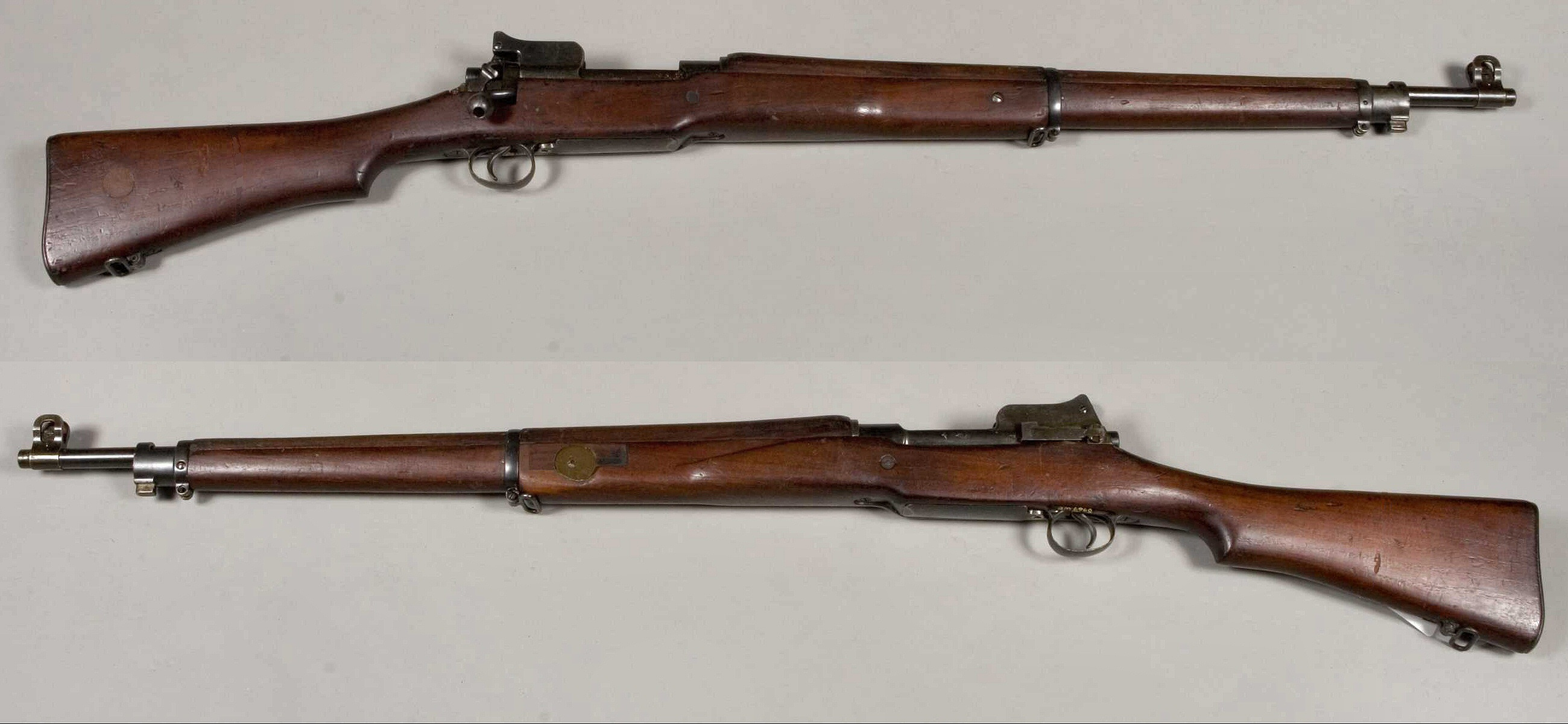
Deux côtés d'un Pattern 1914 Enfield (Musée de l'Armée de Stockholm).

Le fusil Pattern 1914 Enfield ou pattern Enfield P14 fut conçu par l'Arsenal royal d'Enfield, il était équipé d'une culasse du système Mauser 98. Il devait remplacer le Lee-Enfield Mark III dans la British Army. Il était fabriqué aux États-Unis pendant la Première Guerre mondiale.

## Données numériques
- Longueur : 1,17 m
- Longueur du canon : 66 cm
- Masse du fusil vide :4,25 kg
- Munition : .303 British
- Magasin :5-6 cartouches